# Hipotezy Mority
Hipotezy Mority – trzy pytania postawione w topologii ogólnej, dotyczące przestrzeni normalnych. Wszystkie trzy hipotezy zostały zweryfikowane pozytywnie.

## Sformułowanie
1. Jeżeli X × Y jest przestrzenią normalną dla każdej przestrzeni normalnej Y, to czy X jest przestrzenią dyskretną?
2. Jeżeli X × Y jest przestrzenią normalną dla każdej P-przestrzeni Y, to czy X jest przestrzenią metryzowalną[1]?
3. Jeżeli X × Y jest przestrzenią normalną dla każdej normalnej przeliczalnie przestrzeni parazwartej Y, to czy X jest przestrzenią metryzowalną i σ-lokalnie zwartą?

Pod nazwą P-przestrzeń rozumiemy taką przestrzeń Y, że przestrzeń X × Y jest normalna dla każdej przestrzeni metryzowalnej X.
K. Chiba, T.C. Przymusiński oraz M.E. Rudin wykazali (1) oraz udowodnili (2) pod założeniem aksjomatu konstruowalności V=L.
Z. Balogh wykazał prawdziwość hipotez (2) i (3).